# カイオ・ボハーリョ
カイオ・ボハーリョ（Caio Borralho、1993年1月16日 - ）は、ブラジルの男性総合格闘家。マラニョン州サン・ルイス出身。ファイティング・ナーズ所属。UFC世界ミドル級ランキング7位。

## 来歴
6歳で柔道を始め、マラニョン州やブラジル国内の選手権で優勝し、18歳の頃に総合格闘技とブラジリアン柔術を始めた。その後、マラニョン国立大学に進学したが、総合格闘技のキャリアを追求するために中退した。2014年にプロ総合格闘技デビューし、同年にコーチのパブロ・スクピハと共にMMAジム「ファイティング・ナーズ」を創立した。
2021年10月19日、Dana White's Contender Series 44でジェシー・マレーと対戦し、右フックでダウンを奪いパウンドで1RTKO勝ちを収め、UFCとの契約権を獲得した。

### UFC
2022年4月16日、UFC初参戦となったUFC on ESPN: Luque vs. Muhammad 2でガジ・オマルガジエフと対戦。3R終盤にボハーリョが反則である手をついた相手の顔面に膝蹴りを放ち、オマルガジエフが試合続行不可能となったため、その時点までの負傷判定決着となり、3-0の判定勝ち。
2023年4月29日、UFC on ESPN: Song vs. Simónでミハル・オレクシェイチュクと対戦し、リアネイキドチョークで2R一本勝ち。パフォーマンス・オブ・ザ・ナイトを受賞した。
2024年5月4日、UFC 301でミドル級ランキング13位のポール・クレイグと対戦し、左ストレートで2RKO勝ち。パフォーマンス・オブ・ザ・ナイトを受賞した。
2024年8月24日、UFC on ESPN: Cannonier vs. Borralhoでミドル級ランキング5位のジャレッド・キャノニアと対戦し、3-0の5R判定勝ち。ファイト・オブ・ザ・ナイトを受賞した。

## 戦績

### 総合格闘技
| 総合格闘技 戦績 | 総合格闘技 戦績 | 総合格闘技 戦績 | 総合格闘技 戦績 | 総合格闘技 戦績 | 総合格闘技 戦績 | 総合格闘技 戦績 |
| --------------- | --------------- | --------------- | --------------- | --------------- | --------------- | --------------- |
| 19 試合         | (T)KO           | 一本            | 判定            | その他          | 引き分け        | 無効試合        |
| 17 勝           | 5               | 4               | 8               | 0               | 0               | 1               |
| 1 敗            | 0               | 0               | 1               | 0               | 0               | 1               |

| 勝敗 | 対戦相手                   | 試合結果                         | 大会名                                 | 開催年月日     |
|      | ナッソーディン・イマボフ   |                                  | UFC Fight Night: Imavov vs. Borralho   | 2025年9月6日   |
| ○    | ジャレッド・キャノニア     | 5分5R終了 判定3-0                | UFC on ESPN 62: Cannonier vs. Borralho | 2024年8月24日  |
| ○    | ポール・クレイグ           | 2R 2:10 KO（左ストレート）       | UFC 301: Pantoja vs. Erceg             | 2024年5月4日   |
| ○    | アブス・マゴメドフ         | 5分3R終了 判定3-0                | UFC Fight Night: Almeida vs. Lewis     | 2023年11月4日  |
| ○    | ミハル・オレクシェイチュク | 2R 2:49 リアネイキドチョーク     | UFC on ESPN 45: Song vs. Simón         | 2023年4月29日  |
| ○    | マフムート・ムラドフ       | 5分3R終了 判定3-0                | UFC 280: Oliveira vs. Makhachev        | 2022年10月22日 |
| ○    | アルメン・ペトロシアン     | 5分3R終了 判定3-0                | UFC on ESPN 39: dos Anjos vs. Fiziev   | 2022年7月9日   |
| ○    | ガジ・オマルガジエフ       | 3R 3:56 負傷判定3-0              | UFC on ESPN 34: Luque vs. Muhammad 2   | 2022年4月16日  |
| ○    | ジェシー・マレー           | 1R 1:41 TKO（右フック→パウンド） | Dana White's Contender Series 44       | 2021年10月19日 |
| ○    | アーロン・ジェフリー       | 5分3R終了 判定3-0                | Dana White's Contender Series 41       | 2021年9月28日  |
| ○    | ウィウデマール・サントス   | 5分3R終了 判定3-0                | Future FC 12 【FFCミドル級王座決定戦】 | 2020年10月16日 |
| ○    | イカロ・ケイロス           | 5分3R終了 判定3-0                | Future FC 10                           | 2019年12月6日  |
| ○    | オタービオ・サガス         | 1R 3:44 ギロチンチョーク         | Future FC 8                            | 2019年8月23日  |
| ○    | ルイス・カルロス・アウベス | 1R 2:03 アナコンダチョーク       | Mega Fight Championship 2              | 2019年6月22日  |
| ○    | ダグラス・ナシメント       | 1R 1:13 TKO（パンチ連打）        | Batalha MMA 14                         | 2018年9月8日   |
| －   | レイランデル・マルケス     | 1R 5:00 ノーコンテスト           | Vikings Fight Club 2                   | 2018年6月16日  |
| ○    | ルイス・カルロス・アウベス | 1R 0:20 TKO                      | Arena Combat: Fight Night 2            | 2017年9月16日  |
| ○    | エドソン・ジュニオール     | 3R 3:05 リアネイキドチョーク     | Thunder Fight 9                        | 2016年9月30日  |
| ×    | ホアン・カルヴァーリョ     | 5分3R終了 判定0-3                | Bradar Fight 3                         | 2015年7月18日  |
| ○    | クレイトン・ハファエル     | 1R 1:48 KO（パンチ）             | Evocke Fight: Gods of War              | 2014年12月13日 |

## 獲得タイトル
- Future FCミドル級王座（2020年）

## 表彰
- UFC パフォーマンス・オブ・ザ・ナイト（2回）
- UFC ファイト・オブ・ザ・ナイト（1回）